# Герман Аберт
Герман Аберт (нім. Hermann Abert; 25 березня 1871, Штутгарт, — 13 серпня 1927 Штутгарт) — німецький музикознавець і педагог.

## Життєпис
Герман Аберт народився в сім'ї Йоганна Йозефа Аберта — композитора і капельмейстера, який і став його першим наставником; свою музичну освіту він продовжив у Штутгартській консерваторії. У 1890—1895 роках вивчав класичну філологію в університетах Тюбінгена і Берліна. У Берліні зайнявся музикознавством і в 1902 році, вже в Галле, захистив докторську дисертацію з історії музики («Вчення про етос в грецькій музиці»). Надалі вивчав в Італії історію італійської опери.
Опрацював і дописав незакінчену монографію Отто Яна про Вольфґанґа-Амадея Моцарта, яка вважається одним із найзначніших досліджень життя і творчості композитора. Уперше видано її 1920 р.